# Стихин, Евгений Михайлович
Евге́ний Миха́йлович Сти́хин (род. 29 декабря 1932) — советский и российский композитор, член Союза композиторов и Союза кинематографистов России, автор многих сочинений в разных жанрах, а также музыки более чем к 100 кинофильмам.

## Биография
Родился 29 декабря 1932 года в селе Краснополянское Краснополянского района Уральской области. Сестра Ольга Стихина — певица, солистка МАЛЕГОТ’а 1950-70 г.
В 1950—1954 годах учился в Свердловском музыкальном училище им. Чайковского (композиция — Л. Б. Никольская, ученица М. О. Штейнберга). В 1952—1953 годах был музыкальным руководителем Свердловского ТЮЗа. В 1954 году поступил в Московскую консерваторию. Преподавателями у Стихина были выдающиеся музыканты — В. Я. Шебалин, Ю. А. Шапорин (композиция); Е. К. Голубев (полифония); С. С. Скребков (анализ форм); Н. П. Раков (инструментовка), госэкзамен принимал Д. Д. Шостакович (председатель комиссии).
После окончания консерватории 1959—1961 — преподаватель Калининского музучилища (г. Тверь), редактор МузГиза, заместитель председателя творческой секции Московского союза композиторов.
В консерваторские годы и позже близко общался с Э. Денисовым, С. Губайдулиной, А. Шнитке, А. Николаевым.
В 2000-е годы Стихиным созданы значительные произведения: 3-я симфония «Доктор Живаго» (1-е исполнение на Международном Фестивале «Московская осень»), 4 симфония; «Венок Шостаковичу» (1-е исполнение на Съезде композиторов России); Шесть духовных хоров; Вальс-фантазия «Reminiscentia», «Элегия» для струнного оркестра и ударных.

## Награды
- Медаль ордена «За заслуги перед Отечеством» II степени (1 декабря 2015 года) — за большие заслуги в развитии отечественной культуры и искусства, многолетнюю плодотворную деятельность[1].

## Сочинения
- Концерт для фортепиано с оркестром, (Б. З. Консерватории, Москва, 1958 год)
- Струнный квартет 1957 г.
- Кантата «Русские песни», 1958 г.
- 1-я Симфония, 1959 г.
- «Кантата о мире». Запись радио.
- 2-я Симфония «И ВМЕСТО Я СТОЯЛО МЫ», 1965 г.
- Романсы на стихи В.Брюсова, А.Прокофьева, 1961 г. Исп. нар.арт. СССР И. И. Петров.
- Хореографическая поэма «Образы вальса», запись радио, 1970 г.
- Оратория-поэма «За право петь». 1-е исполнение Москва, 1963 г.
- Балет «Гомер», Сюита из балета. Запись радио.
- «Венок Шостаковичу» для скрипки и фортепьяно, 1998 г. Запись с концерта.
- 3-я Симфония «Доктор Живаго». Запись с «Московской осени»
- 6 Духовных хоров.
- Вальс-фантазия «Reminiscentia» для струнных и ударных.
- 4-я Симфония.
- «Элегия» для струнных и ударных.
- Музыка к более 100 к\ф. Саундтрек к\ф «Трудные старты Мехико», песни из к\ф.